# Prințesa Adelgunde a Bavariei
Prințesa Adelgunde a Bavariei (germană Adelgunde Auguste Charlotte Caroline Elisabeth Amalie Marie Sophie Luise von Bayern; 19 martie 1823 – 28 octombrie 1914) a fost fiica regelui Ludwig I al Bavariei și a reginei Therese de Saxa-Hildburghausen. S-a căsătorit cu Francisc al V-lea, Duce de Modena.